# Polistes simillimus
Polistes simillimus är en getingart som beskrevs av Zikan 1951. Polistes simillimus ingår i släktet pappersgetingar, och familjen getingar. Inga underarter finns listade i Catalogue of Life.